# Per-Axel Persson
Per-Axel Pelle Persson, född 1922, död 2010, var en svensk militär och segelflygare. 
Persson flygutbildades på F 5 Ljungbyhed 1940 och var därefter placerad på F 10 Bulltofta där han flög Gloster Gladiator och Reggiane Re.2000. Under sin tid på Bulltofta började han segelflyga och efter certifikatproven utbildade han sig till segelflyglärare för att kunna utbilda andra i segelflyg. Efter andra världskriget när flygverksamheten vid F 10 minskade blev han flyglärare på F 5 Ljungbyhed där hans stannade till 1972. Han fortsatte parallellt med segelflygandet och medverkade i ett flertal svenska och internationella tävlingar. Han slog världsrekord i segelflygshöjdflygning med 8 800 meter 1947 och vann samtidigt det årets SM i Örebro. Han vann segelflyg-VM i Schweiz 1948 och blev tvåa i VM både 1958 och 1968, bägge gångerna i Polen. Han flyttade till F 10 Ängelholm 1972 och pensionerades 1982.